# Château de Vervoz
Le château de Vervoz est un château situé dans le hameau de Vervoz faisant partie de la commune de Clavier en province de Liège (Belgique). 

## Localisation
Le château se situe au no 6 de la rue de Vervoz à Vervoz. Le château se trouve en face du grand étang de Vervoz.

## Historique
Le château est bâti vers 1764 sans doute à la place d'une construction plus ancienne. La famille de Tornaco est l'unique propriétaire du château depuis sa construction. La nuit du 4 au 5 juin 2020, un incendie s'est déclaré faisant une victime et d'importants dégâts.

## Description
Le château est réalisé en moellons de pierre calcaire. La façade avant (façade nord) du château possède huit travées et deux niveaux sur caves hautes et est précédée par un large perron. À gauche de cette façade, un arvô (passage voûté) en anse de panier permet le passage vers l'arrière. La cour avant revêtue de brique pillée est délimitée à la rue par une grille reposant sur six piliers calcaires à bossages, surmontés d'un vase avec couvercle. Des dépendances bâties aussi en pierre calcaire bordent les côtés est et ouest de la cour. 

## Classement
L'ensemble formé par le château de Vervoz et les terrains environnants est classé comme monument le 26 mai 1986 et est repris sur la liste du patrimoine exceptionnel de la Région wallonne depuis 2016.